# Ophion coloradensis
Ophion coloradensis är en stekelart som först beskrevs av Ephraim Porter Felt 1904.  Ophion coloradensis ingår i släktet Ophion och familjen brokparasitsteklar. Inga underarter finns listade i Catalogue of Life.